# 國家社會主義法律工作者聯盟
國家社會主義法律工作者聯盟（德语： Nationalsozialistischer Rechtswahrerbund ，或簡稱NSRB ）是 1936 年至 1945 年德意志第三帝国法律工作者（律师、法官、检察官、公证人和法律学者）所組成的专业组织。此組織的前身是 1928 年至 1936 年存在的国家社会主义德国法律工作者协会（德语： Bund Nationalsozialistischer Deutscher Juristen )